# Jean Marie Auel
Jean Marie Auel (geboren Jean Marie Untinen; Chicago, Illinois, 18 februari 1936) is een Amerikaanse schrijfster.
Ze is de tweede van vijf kinderen van Neil Solomon Untinen, een huisschilder, en Martha Wirtanen. Jean was als studente lid van Mensa, de club van mensen met een hoog IQ, en studeerde in 1976 af aan de Universiteit van Portland als Master of Business Administration. Tegenwoordig woont ze in Oregon met haar man Ray Bernard Auel, met wie ze in 1954 trouwde. Ze hebben samen vijf kinderen.

## Romanserie De Aardkinderen
In 1977 begon ze met de voorbereidingen voor de prehistorische romanserie De Aardkinderen (Earth's Children). Ze bestudeerde boeken over de ijstijd en volgde een overlevingscursus. Ze leerde veel over jagen met primitieve middelen, over eetbare en geneeskrachtige planten en het bewerken van vuurstenen. Ook reisde ze naar Europa en bezocht diverse prehistorische vindplaatsen. Op basis van deze onderzoeken schreef zij De Aardkinderen, een romanserie over ontmoetingen tussen de cro-magnonmens en de neanderthalers, die een groot succes werd. Het verhaal is als een (doorlopende) roman geschreven. Het zesde deel van de serie, The Land of Painted Caves (Het lied van de grotten), werd wereldwijd gepubliceerd op 29 maart 2011.

## Waarschijnlijkheidsgehalte
Aanvankelijk was er redelijk veel kritiek op de werken van mevrouw Auel uit wetenschappelijke hoek. Alhoewel de schrijfster voor haar boeken veel onderzoek heeft gedaan, blijven het geromantiseerde verhalen en moet men haar werken niet beschouwen als zuiver wetenschappelijk. Svante Pääbo bewees in 2010 dat er vermenging heeft plaatsgevonden tussen de beide mensensoorten, zoals mevrouw Auel in haar eerste boek (1980) al beschreef en wat aanvankelijk sterk in twijfel werd getrokken. Wellicht zal achteraf moeten worden geconcludeerd dat haar visie realistischer is dan eerst gedacht, alhoewel een deel van haar hypotheses waarschijnlijk nooit geverifieerd zal kunnen worden. De boeken bieden in ieder geval op veel punten een interessant beeld van hoe het leven van 40.000 jaar geleden geweest zou kunnen zijn.

### De Aardkinderen Reeks
- De stam van de holenbeer, 1980 (The Clan of the Cave Bear)
- De vallei van de paarden, 1982 (The Valley of Horses)
- De mammoetjagers, 1985 (The Mammoth Hunters)
- Het dal der beloften, 1990 (The Plains of Passage)
- Een vuurplaats in steen, 2002 (The Shelters of Stone)
- Het lied van de grotten, 2011 (The Land of Painted Caves)

Het eerste boek is verfilmd, met als titel The Clan of the Cave Bear. De film werd uitgebracht in 1986, is geregisseerd door Michael Chapman, met Daryl Hannah in de hoofdrol.

## Prijzen en onderscheidingen
- De stam van de holenbeer werd onthaald met verschillende literaire prijzen, waaronder een nominatie voor beste eerste boek van de American Booksellers Association.
- Jean M. Auel ontving in 1990 voor haar complete oeuvre de Publieksprijs voor het Nederlandse Boek.
- In oktober 2008 werd Auel benoemd als officier in de Orde van Kunsten en Letteren door de Franse minister van Cultuur en Communicatie.[3]